# Columbus Crew Soccer Club 2020
Questa voce raccoglie le informazioni riguardanti il Columbus Crew Soccer Club nelle competizioni ufficiali della stagione 2020.

## Rosa
Rosa e numerazione aggiornate al 7 dicembre 2020.
| N. |                        | Ruolo | Calciatore       |
| -- | ---------------------- | ----- | ---------------- |
| 1  | Curaçao (bandiera)     | P     | Eloy Room        |
| 2  | Scozia (bandiera)      | D     | Chris Cadden     |
| 3  | Stati Uniti (bandiera) | D     | Josh Williams    |
| 4  | Ghana (bandiera)       | D     | Jonathan Mensah  |
| 5  | Paesi Bassi (bandiera) | D     | Vito Wormgoor    |
| 6  | Stati Uniti (bandiera) | C     | Darlington Nagbe |
| 7  | Portogallo (bandiera)  | C     | Pedro Santos     |
| 8  | Brasile (bandiera)     | C     | Artur            |
| 9  | Nigeria (bandiera)     | A     | Fanendo Adi      |
| 10 | Argentina (bandiera)   | C     | Lucas Zelarayán  |
| 11 | Stati Uniti (bandiera) | C     | Gyasi Zardes     |
| 12 | Costa Rica (bandiera)  | C     | Luis Díaz        |
| 13 | Stati Uniti (bandiera) | P     | Andrew Tarbell   |
| 14 | Costa Rica (bandiera)  | D     | Waylon Francis   |
| 16 | Stati Uniti (bandiera) | C     | Héctor Jiménez   |

| N. |                        | Ruolo | Calciatore          |
| -- | ---------------------- | ----- | ------------------- |
| 17 | Canada (bandiera)      | A     | Jordan Hamilton     |
| 18 | Stati Uniti (bandiera) | C     | Sebastian Berhalter |
| 19 | Argentina (bandiera)   | D     | Milton Valenzuela   |
| 20 | Ghana (bandiera)       | A     | Emmanuel Boateng    |
| 21 | Stati Uniti (bandiera) | C     | Aidan Morris        |
| 22 | Haiti (bandiera)       | C     | Derrick Etienne     |
| 25 | Ghana (bandiera)       | D     | Harrison Afful      |
| 26 | Stati Uniti (bandiera) | C     | Fatai Alashe        |
| 28 | Stati Uniti (bandiera) | P     | Matt Lampson        |
| 29 | Ungheria (bandiera)    | A     | Krisztián Németh    |
| 30 | Stati Uniti (bandiera) | D     | Aboubacar Keita     |
| 34 | Marocco (bandiera)     | A     | Youness Mokhtar     |
|    | Stati Uniti (bandiera) | P     | Jon Kempin          |
|    | Stati Uniti (bandiera) | D     | Grant Lillard       |
|    | Spagna (bandiera)      | A     | Miguel Berry        |